# Biot (Optik)
Das Biot, benannt nach dem französischen Physiker Jean-Baptiste Biot, war eine Einheit, die vor allem in der Spektroskopie zur Messung der optischen Rotationsenergie circulardichroistischer Stoffe verwendet wurde.
1 Biot = 10−40 CGS-Einheiten
Das optische Biot sollte nicht verwechselt werden mit der gleichnamigen CGS-Einheit für den elektrischen Strom.